# Nicholas Rogers
Nicholas Rogers est un acteur et mannequin australien, né le 6 mars 1969 à Sydney. Il est connu en France notamment pour avoir tenu le rôle de Tarabas dans la saga à succès La Caverne de la Rose d'Or, diffusée sur M6 de 1991 à 1996.
Il a vécu dans une grande maison au bord de la plage avec ses parents et ses frères Steve et Tim. En raison de cet environnement, il a toujours été passionné de surf. C'est également un passionné de billard, d'équitation, de nature et de musique. Il vit actuellement à Paris avec sa femme et son fils.

## Biographie
Nicholas Rogers a passé une partie de sa jeunesse en pension dans un internat où l'uniforme était obligatoire et où les règles étaient très strictes. À 17 ans, ses études finies, son diplôme en poche, il n'a pas d'autre choix que de travailler pour son père qui est dans le milieu du textile. Avant d'aller dans une école d'art dramatique, Nicholas passait son temps à surfer. Il a d'ailleurs été repéré par un photographe alors qu'il exécutait une figure de surf. C'est à partir de là que sa carrière de mannequin a commencé.
À 20 ans, il est repéré par une marque de jeans et devient pendant plusieurs années son égérie. En 1992, il est devenu un des mannequins les plus demandés au monde, travaillant entre New York et Londres.
Il a fait une apparition dans le clip de Zazie  "Larsen". C'est d'ailleurs une de ces affiches qui a poussé Lamberto Bava, le réalisateur de La Caverne de la Rose d'Or, à le contacter.[réf. souhaitée]
Au début, Nicholas Rogers a tourné dans quelques petits films. Mais c'est par le rôle de Tarabas dans le téléfilm La caverne de la rose d'or 3 (1993), qu'il s'est principalement fait connaître, confirmé par La Caverne de la Rose d'Or 4 et La princesse et le pauvre. Ensuite on a pu le voir dans le téléfilm Caraïbi où il tient le rôle d'un pirate. Puis il a tourné dans le film Maria Figlia Del Suo Figlio, où il interprète le rôle de Jésus.
Enfin, en 2005, il apparait dans un court-métrage : The Razor's Edge disponible sur youtube.

## Filmographie
- 1985 : Kingpin
- 1992 : Beyond The Paternoster Row
- 1993-1994 : La Caverne de la Rose d'or ( Fantaghirò ) - Tarabas
- 1994 : Next To Clocktower
- 1994 : Agent Cowan
- 1994 : Supercraft Response
- 1997 : La princesse et le pauvre - Ademaro
- 1998 : Caraibi
- 1999 : Maria, figlia del suo figlio (Marie, fille de son fils)
- 2005 : The Razor's Edge